# HPSG
HPSG (ang. Head-Driven Phrase Structure Grammar) – formalna, generatywna teoria gramatyki. W HPSG gramatyka rozumiana jest jako zestaw ograniczeń (ang. constraints) narzucony na strukturę słów i zdań, przedstawianą za pomocą obiektów i ich atrybutów (ang. features).
Do gramatyki należy również sygnatura określająca ontologię (hierarchię oraz posiadane atrybuty) obiektów, przykładowo, rzeczowniki (ale nie czasowniki) zdefiniowane są jako posiadające kategorię przypadka. Typem odpowiadającym w sygnaturze wyrażeniom lingwistycznym jest znak (rozumiany w sensie de Saussure'a), którego podtypem są słowo (np. kot) lub fraza (np. Marysia biegnie, czarny kot). Sygnatura wymaga, aby każdy obiekt wyrażał jeden ze swoich podtypów, stąd niemożliwy jest np. znak będący jednocześnie słowem i frazą.

## Struktura obiektów
Informacje nt. atrybutów danego słowa wyrażone są w leksykonie, czyli zbiorze słów w danym języku (niektóre gramatyki rozbudowują leksykon dodatkowo o informacji nt. morfologii słów). Przykładowo, w gramatyce angielskiej, słowo walks („idzie”) może być zdefiniowane w leksykonie następująco:
W powyższym przykładzie, mamy do czynienia ze słowem (word), posiadającym dwa atrybuty: phon (phonology: informacja nt. fonologii, czyli wymowy lub pisowni) oraz synsem (syntax/semantics: informacja na temat składni oraz semantyki). Atrybut synsem sam w sobie posiada atrybuty cat(egory) oraz cont(ent). Cat zawiera informacje na temat składni i morfologii słowa, jak część mowy (tutaj: czasownik – verb), jak również informacji na temat np. walencji, czyli wymaganych argumentów, czasownika – tu czasownik wymaga podmiotu (subj(ect)) stojącego w trzeciej osobie liczby pojedynczej, ale nie może posiadać dopełnienia (comp(lements)). Cont opisuje relacje semantyczne, więc podmiot otrzymuje funkcję walker, czyli chodzący.
Ważną relacją w HPSG jest unifikacja, czyli zrównanie ze sobą dwóch obiektów. W powyższym przykładzie, symbol [1] oznacza, że podmiot czasownika oraz chodzący są tożsame: Słowo stojące w podmiocie zdania stanowi jednocześnie wykonawcę czynności.

## Ograniczenia (constraints)
Ograniczenia, za pomocą których wyrażona jest gramatyka, oceniają, czy dana interpretacja zdania jest możliwa (gramatyczna) czy też nie (niegramatyczna). Gramatyka narzucić może np. ograniczenie, że w języku polskim dopełnienie bliższe zanegowanego czasownika musi stać w dopełniaczu, a czasownika niezanegowanego w bierniku. Doprowadzi to do uznania, że zdania Nie mam czasu oraz Mam czas uznane zostaną za poprawne, nie będzie natomiast możliwe zinterpretowanie zdań Nie mam czas oraz Mam czasu.
Podobnie, jako że w swojej strukturze czasownik walks („idzie”) wymaga podmiotu w trzeciej osobie l.p., zdanie They walks („Oni idzie”) zostanie uznane za niegramatyczne. Cechy niedookreślone przez ograniczenia mogą być jednak wypełnione przez obiekty o dowolnej wartości atrybutu, więc podmiot może stanowić zarówno she („ona”) jak i he („on”), jeśli ani słownik, ani gramatyka, nie narzucają wymogu, że podmiot musi być rodzaju męskiego lub żeńskiego.
W celu umożliwienia interpretacji całego zdania, niektóre cechy przenoszone są przez gramatykę wyżej. HPSG zakłada, że każda fraza posiada element nadrzędny (ang. head daughter) oraz elementy podrzędne (ang. non-head daughters). Elementem nadrzędnym frazy czasownikowej będzie więc czasownik, frazy rzeczownikowej złożonej z rzeczownika określanego przez przymiotnik – rzeczownik itd. Zgodnie z tą zasadą (wyrażaną w postaci ograniczeniana znanego najczęściej jako Head Feature Principle), informacje na temat członu głównego (ang. head, stąd head-driven) kategorii czasownika będą dostępne również na poziomie frazy lub zdania. Inna ważna zasada, najczęściej określana jako Valence Principle, wymaga od frazy czasownikowej stanowiącej pełne zdanie posiadania wszystkich wymaganych argumentów. Zdanie Janek podarował może więc zostać uznane za niegramatyczne, gdyż nie posiada informacji na temat dopełnienia (zasada odgrywa większą rolę np. w języku angielskim czy niemieckim, gdzie zdania pozbawione widocznego podmiotu lub dopełnienia są zwykle niegramatyczne).
W związku ze swoją formalną, logiczno-matematyczną strukturą, HPSG jest często wykorzystywana w komputerowych modelach gramatyki.